# Ørnulf Myklestad
Ørnulf Thorbjørn Myklestad, född 19 juni 1917 i Bergen, Norge, död 2004, var en norsk nazistisk politiker och aktivist i Nasjonal Samling och Norsk Front.

## Uppväxt
Ørnulf Myklestad föddes 1917 i Bergen i Norge som yngst av fem syskon; fadern var läkare. Han växte upp i Kristiania, där han utvecklade ett tidigt intresse för politik och kultur, delvis inspirerad av ett besök på Norsk Folkemuseum.

## Politisk karriär

### Nasjonal Samling
Myklestad blev aktiv i Nasjonal Samling (NS) hösten 1933 som elev vid Fagerborg gymnasium i Oslo. Mellan 1934 och 1936 har han ordförande för NS Gymnasiastlag i Oslo. År 1936 deltog han i arbetsförmedlingens sommarläger i Stor-Elvdal där han mötte Per Imerslund och andra framstående nazister. 1936 skickades Myklestad av NS till Deutsche Hochschule für Politik i Berlin för en halvårs ideologisk utbildning. Under sin tid i Tyskland rekryterades han som agent för Anticomintern, en antikommunistisk propagandaorganisation. Han skickades på uppdrag till Sovjetunionen för att studera judiska frågor och marxismen i praktiken. År 1937 anslöt han sig till Hirden och blev medlem i NS:s kamporganisation. Han arbetade som sekreterare i NSUF, partiets ungdomsavdelning, fram till sommaren 1938.

#### Norsk front
Den 17 maj 1938 grundade Myklestad organisationen Norsk Front, vars deklarerade syfte var att bekämpa frimureri. Trots att Norsk Front framstod som en självständig organisation, skapades den i verkligheten på initiativ av Vidkun Quisling och styrdes av lojala medlemmar från Nasjonal Samling (NS) som rapporterade direkt till partiledaren.
Historikern Ivo de Figueiredo har föreslagit att det var Norsk Front som först lyfte frågan om frimureriet inom NS. Myklestad, som både var ordförande och organisationssekreterare för Norsk Front, höll åtta föredrag – sju i Oslo och ett i Bergen – där han diskuterade teorier om en judisk-frimurarisk världskonspiration. Dessa föreläsningar drog fulla hus. Organisationen spred också tryckt antifrimurarpropaganda. På hösten 1938 skapade Norsk Front tidningsrubriker genom att polisanmäla den norska frimurarorden för att ha förvarat mänskliga skelett i Stamhuset i Oslo. Stormästaren i frimurarorden svarade med ett brev till Oslos poliskammare där han starkt förnekade anklagelserna och uppmanade till en undersökning av huvudbyggnaden. I november samma år genomförde riksåklagaren Sundt och polismästaren Welhaven en inspektion av byggnaden, och efter detta lade polisen ner ärendet.

## Under andra världskriget
Under den tyska ockupationen av Norge tilldelades Ørnulf Myklestad flera viktiga uppgifter och befattningar. Hösten 1940 befordrades han till kretsledare för NS i Asker och Bærum. Han blev sedan länspropagandaledare för Stor-Oslo, en post han innehade till september 1942. Som propagandaledare ansvarade han för konfiskering av radioapparater från icke-NS-medlemmar och initierade åtgärder som hade karaktären av “svart propaganda”, inklusive skapandet av falska radiostationer och spridning av falska motståndstidningar.
År 1941 uppmanade Myklestad de tyska ockupationsmyndigheterna att vidta åtgärder mot det religiösa samfundet Jehovas vittnen i Norge.
Från 1942 till 1944 tjänstgjorde Myklestad som kommissarieledare för Asker och Bærum Budstikke. Denna period avbröts av fronttjänst vid Narvafronten från våren 1943 till sommaren 1944.
Efter återkomsten till Norge etablerade han Brage Boklag hösten 1944 och gav ut boken Bak frimureriets kulissers. Han påstod att förlaget finansierades genom löner från Waffen-SS och Asker og Bærum Budstikke. På försommaren 1940 publicerade Myklestad två böcker genom Norsk Front: Sions vise mäns protokoll och en utgåva av Martin Luthers skrift Det utvalda folket. Om judarna och deras lögner. Han arrangerade den anonyma utgåvan av Protokollen, vilket bekräftades av andra, inklusive Dagfinn Rian. År 1942 var Myklestad sannolikt inblandad i NS:s press- och propagandaavdelnings utgivning av häftet Frimureriets secretet, som påstods baseras på beslagtagna frimurararkiv från landlogen i Oslo.

## Efter andra världskriget
Efter andra världskriget fortsatte Myklestad att vara en del av de nazistiska kretsarna i Norge. Han kom snabbt in i kretsen kring "Skolenytt", senare känd som riksförrädarorganet Folk og Land. 1954 analyserar Ørnulf Myklestad världsläget i Folk og Land under rubriken "Världsläget idag och vår position". Senare skulle han även bli en av tidningens sponsorer under pseudonymen "Brage".